# Resurrection (série télévisée)
Resurrection (Résurrection au Québec) est une série télévisée américaine en 21 épisodes de 42 minutes basée sur le roman de Jason Mott et développée par Aaron Zelman, diffusée entre le 9 mars 2014 et le 25 janvier 2015 sur le réseau ABC et en simultané au Canada sur Citytv pour la première saison, puis sur le réseau CTV.
En Belgique, la série a été diffusée du 23 décembre 2015 au 24 février 2016 sur RTL-TVI et au Québec depuis le 8 janvier 2018 sur MAX. Cependant elle reste inédite dans les autres pays francophones.

## Synopsis
La série porte sur le retour à la vie d'individus décédés. Ces ressuscités n'ont subi aucun dommage corporel consécutif à leur mort.

## Distribution

### Acteurs principaux
- Omar Epps (VFB : Nicolas Matthys) : J. Martin Bellamy
- Frances Fisher (VFB : Fabienne Loriaux) : Lucille Langston
- Matt Craven (VFB : Jean-Michel Vovk) : Fred Langston
- Devin Kelley (VFB : Séverine Cayron) : Maggie Langston
- Mark Hildreth (en) (VFB : Olivier Prémel) : Pasteur Tom Hale
- Samaire Armstrong (VFB : Cécile Florin) : Elaine Richards
- Sam Hazeldine (VFB : Marc Weiss) : Caleb Richards (saison 1)
- Landon Gimenez (VFB : Arthur Dubois) : Jacob Langston
- Kurtwood Smith (VFB : Robert Dubois) : Henry Langston

### Acteurs récurrents et invités
- Nicholas Gonzalez : Député Connor Cuesta (épisode 1)
- Veronica Cartwright : Helen Edgerton
- Kathleen Munroe : Rachael Braidwood, ex-petite amie de Tom
- James Tupper : Dr Eric Ward
- Tamlyn Tomita (VFB : Cathy Boquet) : Dr Toni Willis
- Lori Beth Sikes : Janine Hale
- Ned Bellamy : Samuel Catlin
- Michelle Fairley (VFB : Carole Trévoux) : Margaret Langston (saison 2)
- Donna Murphy : Angela Forrester, agente du gouvernement (saison 2)
Version française
  - Société de doublage : Dubbing Brothers[7]
  - Direction artistique : Bruno Mullenaerts[7]
  - Adaptation des dialogues : Cyrielle Roussy[7]

Source VF : Doublage Séries Database

## Fiche technique
- Scripteur du pilote : Aaron Zelman
- Réalisateur du pilote : Charles McDougall
- Producteurs exécutifs : Aaron Zelman, JoAnn Alfano, Dede Gardner, Jeremy Kleiner, Jon Liebman et Brad Pitt
- Société de production : Brillstein Entertainment, Plan B et ABC Studios

## Développement

### Production
En décembre 2012, le projet été présenté à ABC, et le pilote a été commandé le 22 janvier 2013 sous le titre The Returned.
Le 10 mai 2013, ABC commande la série sous le titre actuel et annonce quatre jours plus tard qu'elle sera diffusée à la mi-saison.
Le 7 mai 2015, la série est officiellement annulée.

### Casting
Les rôles ont été attribués dans cet ordre : Matt Craven, Devin Kelley, Frances Fisher, Samaire Armstrong et Sam Hazeldine, Nicholas Gonzalez, Mark Hildreth, Omar Epps, Kurtwood Smith et Landon Gimenez.
Parmi les acteurs récurrents : Kathleen Munroe, James Tupper, Michelle Fairley et Donna Murphy.

## Épisodes

### Première saison (2014)
1. Seconde vie (The Returned)
2. Déterrer le passé (Unearth)
3. La Rivière (Two Rivers)
4. Seuls contre le reste du monde (Us Against the World)
5. Insomnies (Insomnia)
6. Chez soi (Home)
7. Les Ruses du diable (Schemes of the Devil)
8. Séparés (Torn Apart)

### Deuxième saison (2014-2015)
Le 8 mai 2014, la série a été renouvelée pour une deuxième saison de treize épisodes diffusée du 28 septembre 2014 au 25 janvier 2015.
1. Le Choc (Revelation)
2. Retour de flammes (Echoes)
3. Découverte macabre (Multiple)
4. De vieilles blessures (Old Scars)
5. Vivre ou mourir (Will)
6. Chagrin (Afflictions)
7. Miracles (Miracles)
8. Un vent de terreur (Forsaken)
9. La Suite logique (Aftermath)
10. Prophétie (Prophecy)
11. Le Vrai croyant (True Believer)
12. Évasion (Steal Away)
13. L'Amour en héritage (Love in Return)

## Accueil
Le pilote a attiré 13,9 millions de téléspectateurs, soit une cote de 3.8 parmi les 18 à 49 ans, la plus haute de la soirée. Cette cote est identique à la diffusion du pilote de The Blacklist en septembre 2013.